# حمله به سفارت جمهوری آذربایجان در تهران
حمله به سفارت جمهوری آذربایجان در تهران یک حمله مسلحانه به سفارت جمهوری آذربایجان در تهران بود که در صبح جمعه، ۷ بهمن ۱۴۰۱ انجام شد. در این حمله، فردی مسلح، با استفاده از سلاح کلاشینکف به داخل سفارت نفوذ کرده و امین ثمره مرادوف، رئیس گروه حفاظت سفارت را کشته و سه تبعه دیگر آذربایجان را زخمی کرد. رسانه‌های ایران به نقل از حسین رحیمی، رئیس پلیس تهران، از «دستگیری» فرد مهاجم خبر دادند.
به گفته مقامات ایران، فرد مهاجم، انگیزه خود را مشکلات شخصی و خانوادگی اعلام کرده‌است. با این وجود الهام علی‌اف، رئیس‌جمهور آذربایجان، این حمله را تروریستی و سازمان دهی شده دانست و آن را به شدت محکوم کرد. باکو همچنین حکومت جمهوری اسلامی را مسئول حفاظت از اماکن دیپلماتیک دانست و اعلام کرد که سفارتش در ایران را تخلیه می‌کند.
حکم قصاص عامل حمله به سفارت جمهوری آدربایجان  صبح ۱۴۰۳/۰۲/۳۰ با حضور تعدادی از مقامات  جمهوری آذربایجان اجرا شد.

## حمله به سفارت
حوالی ساعت ۸ صبح جمعه ۷ بهمن ۱۴۰۱ براساس تصاویری منتشر شده از دوربین‌های مداربسته سفارت، یک خودرو پراید به پشت یکی از خودروهای سفارت که مقابل در سفارت جمهوری آذربایجان پارک شده بوده می‌کوبد. سپس سرنشین خودرو پراید پیاده شده و با تکان دادن دست به پلیس ایرانی مقابل ساختمان سفارت، با کلاشنیکف وارد سفارت شده و برای دقایقی با افسران امنیتی جمهوری آذربایجان درگیر می‌شود. مهاجم پس از درگیری در سفارت به خودرو خود بازمی‌گردد و با برداشتن پتک و کوکتل مولوتف قصد شکاندن در و به آتش کشیدن سفارت را نیز داشته‌است و در این زمان طولانی خبری از نیروی انتظامی نبوده‌است.
در پی این حمله، دو تن از کارکنان سفارت زخمی و رئیس تیم حفاظت سفارت کشته شد.

## تخلیه سفارت
دو روز پس از حمله، آذربایجان سفارت خود در تهران را تعطیل و کارکنان سفارت و اعضای خانواده‌شان را از ایران خارج کرد. خلف خلفوف معاون وزارت امورخارجه آذربایجان اعلام کرد فعالیت سفارت در تهران «به‌صورت کامل» متوقف شده و تنها کنسولگری جمهوری آذربایجان در تبریز فعال خواهد بود. همچنین خلفوف گفت: «به رغم تلاش مقامات جمهوری اسلامی برای «انحراف اذهان عمومی»، اسناد و شواهد کافی مبنی بر تروریستی بودن این حادثه را در اختیار داریم.»
دولت آذربایجان بازگشایی سفارت خود را منوط به تکمیل تحقیقات و تضمین امنیت آن از سوی ایران کرده بود.

## بازگشایی مجدد سفارت
سفارت جمهوری آذربایجان در تهران پس از بیش از یک سال تعطیلی، در تیر ۱۴۰۳ و در محل جدیدی بازگشایی شد. به گفته منابع خبری، جمهوری اسلامی برای تأمین امنیت سفارت در محل جدید تضمین‌هایی ارائه داده است. بازگشایی سفارت آذربایجان در تهران تنها یک هفته پس از تماس تلفنی روسای جمهوری دو کشور صورت گرفت.

## سرانجام عامل حمله
عامل حمله به سفارت که منجر به قتل یک تبعه جمهوری آذربایجان شده بود روز آخر اردیبهشت ١۴٠۴ قصاص شد.

## واکنش‌ها

### واکنش آذربایجان
وزارت خارجه جمهوری آذربایجان سفیر ایران را در باکو احضار کرد و در بیانیه ای با اشاره به کمپین‌های ایجاد شده ضد این کشور در ایران، تهران را به «نادیده گرفتن طولانی مدت» درخواست دولت آذربایجان برای تقویت امنیت سفارت این کشور در تهران متهم کرد. رئیس‌جمهور آذربایجان نیز این حمله را تروریستی خواند و مسئول ان را ایران دانست. سخنگوی وزارت خارجه جمهوری آذربایجان «کمپین‌های ضد جمهوری آذربایجان را که در رسانه‌های ایران به راه افتاده»‌، مشوق چنین حمله‌های قلمداد کرده‌است.
چند روز بعد وزارت خارجه جمهوری آذربایجان اعلام کرد که به دنبال حمله مسلحانه خونبار به سفارت کشورش در تهران، شکایتی را علیه جمهوری اسلامی در مجامع بین‌المللی ثبت کرده است و در همین حال مقام‌های باکو مدعی شدند که ۳۹ نفر در این کشور به اتهام جاسوسی برای حکومت ایران بازداشت شده‌اند. دو ماه بعد، وزارت خارجه جمهوری آذربایجان حکومت جمهوری اسلامی را متهم کرد که در یک سو قصد به جان یک نماینده پارلمان آذربایجان دست داشته است. چند روز بعد دولت آذربایجان، جمهوری اسلامی را به تلاش برای ایجاد «شورش مسلحانه» در این کشور متهم و باکو چهار عضو سفارت ایران را اخراج کرد. دو هفته بعد وزارت کشور جمهوری آذربایجان خبر داد که «۲۰ عامل محلی» وزارت اطلاعات جمهوری اسلامی را در این کشور بازداشت کرده است.

### واکنش ایران
بر اساس گزارش وزارت خارجه ایران، عصر جمعه حسین امیرعبداللهیان، وزیر خارجه ایران با جیحون بایراموف، وزیر خارجه جمهوری آذربایجان تلفنی گفتگو کرد. بر اساس این گزارش وزیر خارجه ایران با ابراز تاسف از این حمله و محکوم کردن آن گفت که دو طرف نباید اجازه دهند «این حادثه بر مناسبات دو کشور تأثیر بگذارد.»
مقام‌های ایرانی فرد مهاجم را یاسین حسین‌زاده معرفی کردند و اعلام شد که انگیزه او شخصی بوده است. به گزارش سفیر ایران در باکو، شواهد امنیتی و قضایی دو کشور نشان می‌داد که این اقدام فردی و با انگیزه های شخصی بود. این فرد دستگیر، محاکمه و به اشد مجازات محکوم شده است. براساس کیفرخواست صادره، عامل حمله به سفارت جمهوری آذربایجان به مباشرت در قتل عمدی یکی از اتباع جمهوری آذربایجان با استفاده از سلاح گرم در داخل سفارت، خرید، حمل و نگهداری سلاح و مهمات غیرمجاز شامل یک قبضه کلاشینکف و یک قبضه سلاح کمری و اخلال در نظم عمومی متهم است.

### دیگر واکنش‌ها
- مولود چاووش‌اوغلو، وزیر خارجه ترکیه حمله به سفارت جمهوری آذربایجان در تهران را محکوم کرد.[۱]
- ماریا زاخارووا، سخنگوی وزارت خارجه روسیه در تلگرام خود نوشت که روسیه از این حمله شوکه شده‌است و با ابراز تسلیت اعلام کرد که از جمهوری آذربایجان حمایت می‌کند.[۱]
- سخنگوی وزارت خارجه اوکراین در توییتی حمله به سفارت جمهوری آذربایجان در تهران را محکوم کرد و با تسلیت بابت کشته شدن یکی از پرسنل امنیتی سفارت برای مجروحان آرزوی سلامت کرد.[۱]
- سایمون شرکلیف، سفیر بریتانیا در تهران در توییتی با کارکنان سفارت جمهوری آذربایجان در تهران و به ویژه خانواده شخص جان باخته ابراز همدردی عمیق کرد.[۱]
- وزارت خارجه آمریکا حمله به سفارت جمهوری آذربایجان در تهران را محکوم و اعلام کرد که «هم‌صدا با» الهام علی‌اف، رئیس‌جمهور آذربایجان، خواستار «تحقیقات فوری» در مورد این «خشونت غیرقابل قبول» است.[۱۵]